# Executive Order 6102

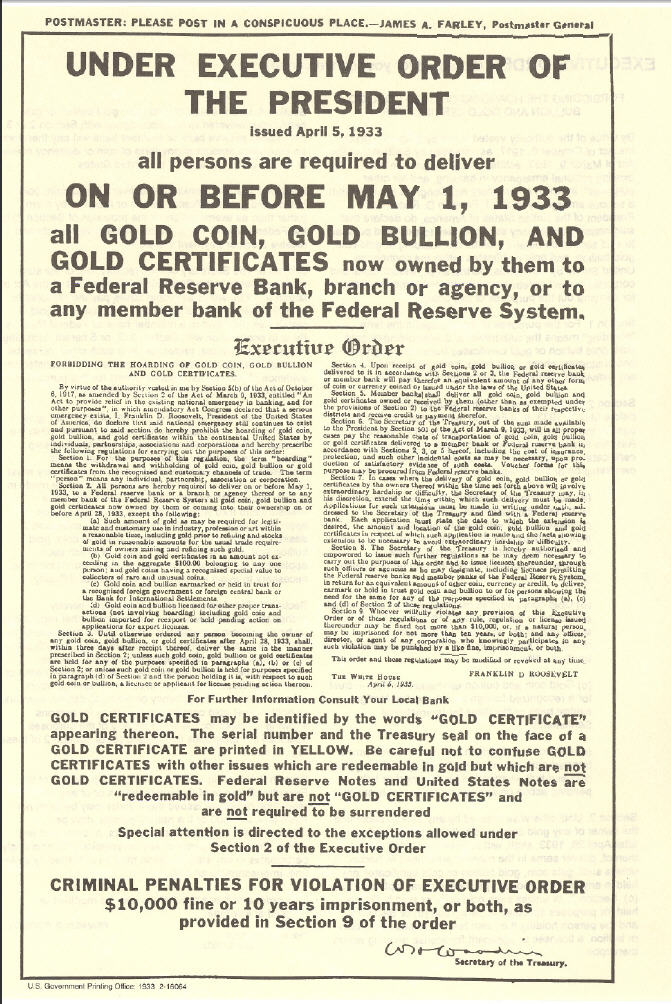
Executive Order 6102

Die Executive Order 6102, die am 5. April 1933 von US-Präsident Franklin D. Roosevelt unterzeichnet wurde, verbot das Ansammeln („Horten“) von Goldmünzen, Goldbarren und Goldzertifikaten über 100 US-Dollar in den kontinentalen Vereinigten Staaten, stellte also ein teilweises Goldverbot dar.
Der Auftrag steht im Zusammenhang mit dem Trading with the Enemy Act von 1917, der im Vormonat durch das Emergency Banking Act geändert wurde. Die Beschränkung des Goldbesitzes in den USA wurde aufgehoben, nachdem Präsident Gerald Ford einen Gesetzesentwurf zur Legalisierung des Privateigentums an Goldmünzen, -barren und -zertifikaten in den Kongress (Executive Order 11825) einbrachte, welcher am 31. Dezember 1974 in Kraft trat.

## Begründung
Der angeführte Grund für das Gesetz war, dass wirtschaftlich schwierige Zeiten das Ansammeln ("Horten") von Gold verursacht hatten, dies jedoch angeblich das Wirtschaftswachstum behinderte und die ökonomische Depression verschlimmerte, denn die Währung der USA war mit Gold unterlegt und dem Goldstandard unterworfen. Die Notenbanken mussten gewährleisten, dass die Währung zu einem festgelegten Kurs in Gold umgetauscht werden konnte.
 

Der Federal Reserve Act von 1913 forderte eine 40-prozentige Golddeckung der Währung.

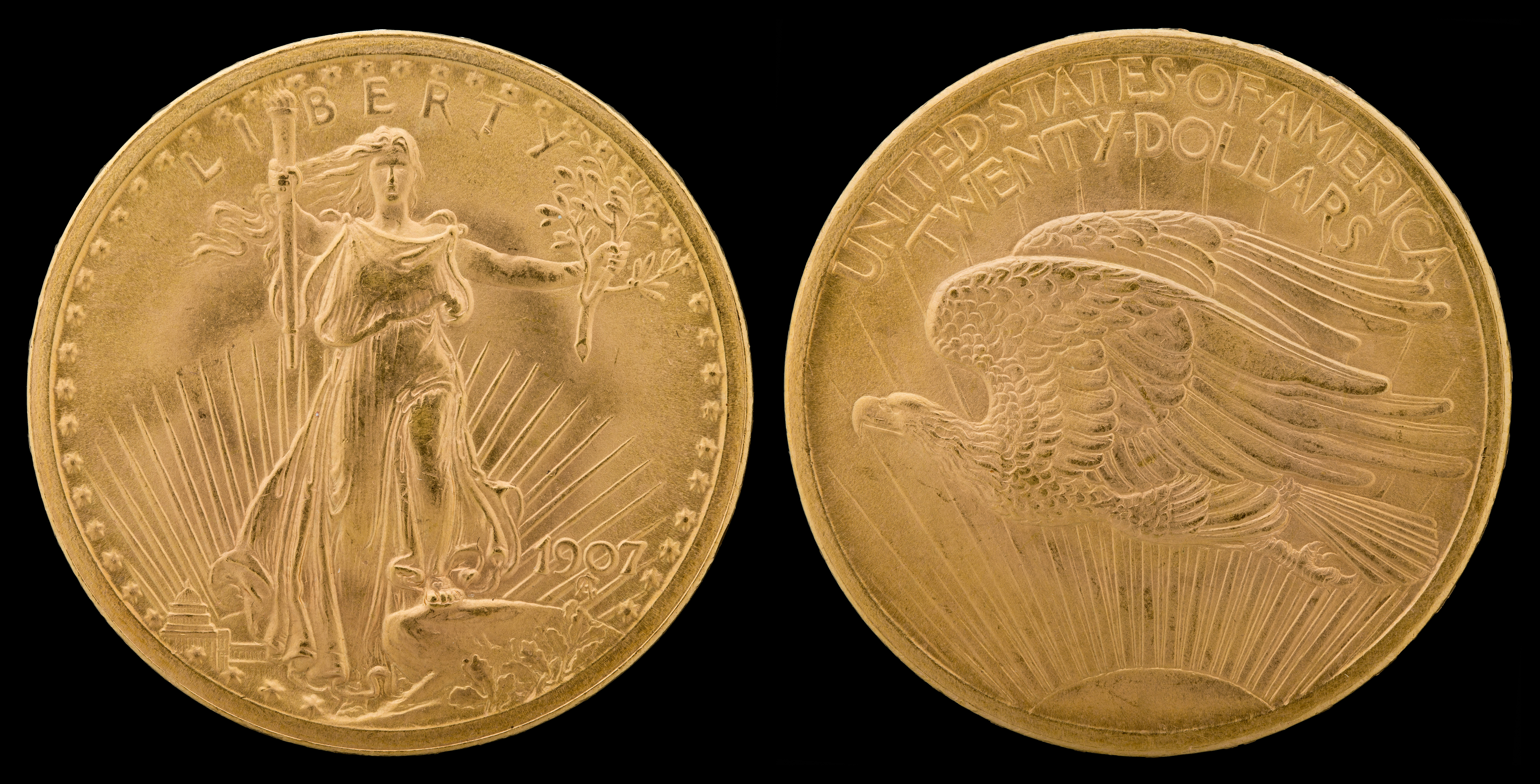
St. Gaudens Double Eagle

Das Drucken von Geld war somit von der vorhandenen Menge Gold in den Zentralbanken abhängig. Verstöße gegen das Goldverbot konnten mit einer Freiheitsstrafe von bis zu zehn Jahren oder einer Geldstrafe bis zu 10.000 US-Dollar geahndet werden.